# Untilted
«Untilted» — восьмой альбом группы Autechre, выпущен 18 апреля 2005 года лейблом Warp Records в Европе и Северной Америке. Ещё раньше, 9 апреля диск был выпущен в Японии лейблом Beat Records.

## Список композиций
1. LCC (7:46)
2. Ipacial Section (9:57)
3. Pro Radii (8:42)
4. Augmatic Disport (9:27)
5. Iera (4:55)
6. Fermium (5:45)
7. The Trees (7:26)
8. Sublimit (15:52)